# Horst Samson

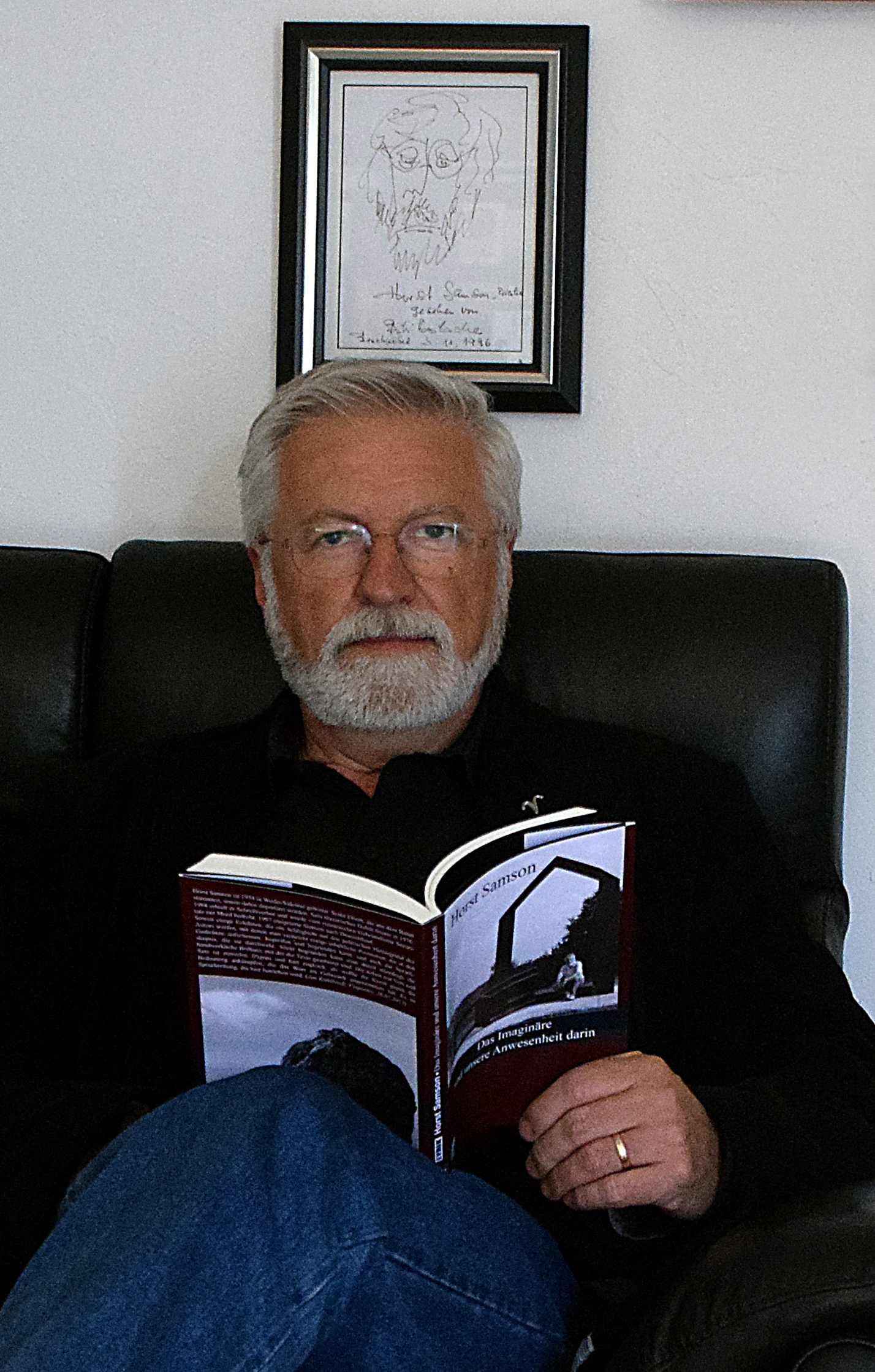
Horst Samson liest aus seinem Gedichtband „Das Imaginäre und unsere Anwesenheit darin“, 2014. (Die Porträt-Skizze im Hintergrund zeichnete der rumänische Dichter Theodor Vasilache).

Horst Samson (* 4. Juni 1954 in Salcâmi, Bărăgan, Volksrepublik Rumänien) ist ein rumäniendeutscher Schriftsteller und Journalist.

## Leben und Werk
Horst Samson wurde im Weiler Salcâmi in der Bărăgansteppe geboren, da die aus dem Banater Dorf Teremia Mică (deutsch Albrechtsflor) stammenden Eltern im Zuge der Deportation in die Bărăgan-Steppe zwangsumgesiedelt worden waren. 1956 kehrte die Familie nach Teremia Mică zurück. Nach der Grundschule besuchte er das deutschsprachige Pädagogische Lyzeum in Hermannstadt.
Von 1978 und 1983 absolvierte Samson ein Fernstudium an der Bukarester Journalistikfakultät der Akademie Ștefan Gheorghiu, das er mit dem Diplom abschloss. Neben der Schriftstellerei hat Samson stets als Lehrer bzw. Journalist gearbeitet.
Samson verfasst in erster Linie Lyrik, die seit 1976 in Anthologien, Literaturzeitschriften und auf Langspielplatten veröffentlicht wird. Er debütierte 1978 mit dem Gedichtband Der blaue Wasserjunge.
Von 1977 bis 1984 war er Redakteur der Neuen Banater Zeitung und anschließend, bis 1987, Redakteur und Redaktionsvertreter für das Banat und Siebenbürgen der Zeitschrift Neue Literatur, die in Bukarest vom Rumänischen Schriftstellerverband herausgegeben wurde. Von 1981 bis 1984 war Samson Sekretär des Adam-Müller-Guttenbrunn-Literaturkreises der Schriftstellervereinigung in Timișoara. Mitbegründer und Leiter des Kreises war Nikolaus Berwanger, der 1984 von einer Reise in die BRD nicht mehr nach Rumänien zurückkehrte.
Im September 1984 unterzeichnete Samson gemeinsam mit Herta Müller, Balthasar Waitz und Helmuth Frauendorfer sowie mit den zur Aktionsgruppe Banat gehörenden Autoren Richard Wagner, William Totok und Johann Lippet einen Beschwerdebrief an den Ersten Sekretär des Temeswarer Kreisparteikomitees, Cornel Pacoste, und an Dumitru Radu Popescu, den damaligen Vorsitzenden des rumänischen Schriftstellerverbands USL. Im Büro des Propagandasekretärs Eugen Florescu wurden die Unterzeichner von Florescu, Ion Iancu, Oberst Cristescu (dem Chef der Timișoaraer Securitate) sowie Anghel Dumbrăveanu (dem USL-Vorsitzenden der Timișoaraer Abteilung) empfangen. Samson, damals selbst Mitglied der Rumänischen Kommunistischen Partei, kritisierte als Sprecher der Gruppe die zunehmende Einschränkung der kulturellen Entfaltungsmöglichkeiten der Deutschen in Rumänien und legte einen Forderungskatalog vor, worauf mit Beschimpfungen reagiert und Verhaftung gedroht wurde. In der Folge löste sich die Gruppe auf.

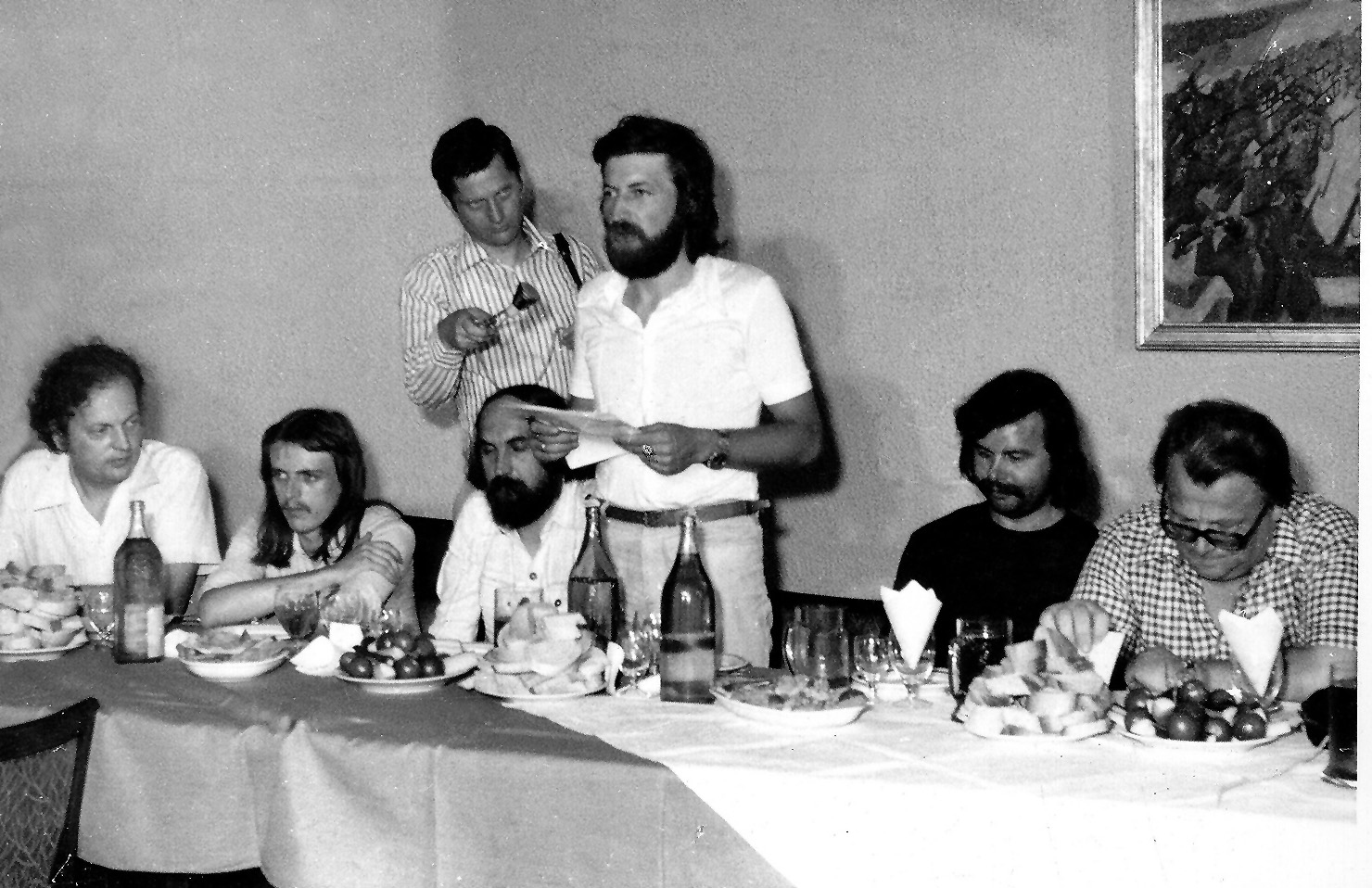
Preis-Rede Horst Samsons, 1982

1985 stellte Samson mit seiner Familie den Antrag auf Ausreise in die Bundesrepublik. 1986 nahm der Druck auf Samson seitens der Securitate deutlich zu. Neben dem Publikationsverbot war Samson weiteren Repressalien und Bedrohungen ausgesetzt. In den Akten der Securitate wurde Samson als „schädliches Element“ und „westdeutscher Spion“ geführt. Im März 1987 verließ er das Land.
Horst Samson zählt zu den bedeutenden Repräsentanten der rumäniendeutschen Literatur. Zudem übertrug er Gedichte aus dem Rumänischen von Ana Blandiana, Petre Stoica, Mircea Dinescu, Traian Pop Traian, Marin Sorescu, Nichita Stănescu, Traian T. Cosovei, Nicolae Popa, Mariana Marin und anderen ins Deutsche.
Samson ist Mitglied im Verband deutscher Schriftsteller (VS), im Internationalen P.E.N. und war von 2006 bis 2014 Generalsekretär des internationalen Exil-P.E.N.
Zum 60. Geburtstag 2014 widmete ihm die im Pop Verlag erscheinende Literaturzeitschrift Bawülon eine Ausgabe, die neben Aufsätzen, Gedichten und einem Interview auch Fotografien von Horst Samson präsentierte.
Horst Samson lebt als freischaffender Schriftsteller in Neuberg und arbeitete von 1990 bis 2017 als Chefredakteur der Zeitungsgruppe Bad Vilbeler Anzeiger.
Neben Gitarre, Saxophon, Tuba, Posaune und Akkordeon spielt Samson auch Klavier.

## Einzeltitel
- Der blaue Wasserjunge. Gedichte. Facla Verlag, Timișoara 1978.
- Tiefflug. Gedichte. Dacia Verlag, Klausenburg 1981.
- Reibfläche. Gedichte. Kriterion Verlag, Bukarest 1982.
- Lebraum. Gedichte. Dacia Verlag, Klausenburg 1985.
- Wer springt schon aus der Schiene. Gedichte. Privatdruck. Nosmas Verlag, Neuberg 1991.
- Was noch blieb von Edom. Gedichte. Nosmas Verlag, Neuberg 1994.
- La Victoire. Poem. Lyrikedition 2000, München 2003.
- Und wenn du willst, vergiss. Gedichte. Pop Verlag, Ludwigsburg 2010.
- Kein Schweigen bleibt ungehört. Gedichte. Pop Verlag, Ludwigsburg 2013.
- Das Imaginäre und unsere Anwesenheit darin. Gedichte. Pop Verlag, Ludwigsburg 2014, Neuauflage 2025.
- Heimat als Versuchung. Das nackte Leben. Literarisches Lesebuch. 2., erweiterte Auflage, Pop Verlag, Ludwigsburg 2019.
- Das Meer im Rausch. Gedichte, illustrierte Ausgabe. Pop Verlag, Ludwigsburg 2019.
- In der Sprache brennt noch Licht. Gedichte, Pop Verlag, Ludwigsburg 2021.
- Der Tod ist noch am Leben, Gedichte, Pop Verlag, Ludwigsburg 2022.
- Vom Auftauchen und Verschwinden der Landschaft, Gedichte, Pop Verlag, Ludwigsburg 2025.

## Anthologien und Literaturzeitschriften (Auswahl)
- Michael Braun und Michael Buselmeier: Der gelbe Akrobat 2. 50 deutsche Gedichte der Gegenwart, kommentiert. Poetenladen Verlag, Leipzig 2016.
- Wulf Segebrecht (Hrsg.): Deutsche Balladen. Gedichte, die dramatische Geschichten erzählen. 2012.
- Christoph Buchwald (Hrsg.): Jahrbuch der Lyrik, 1984, 2009, 2020.
- Hans Bender (Hrsg.): Was sind das für Zeiten. Deutschsprachige Gedichte der achtziger Jahre. Carl Hanser Verlag, München 1988.
- Michael Braun und Hans Thill (Hrsg.): Das verlorene Alphabet. Deutschsprachige Lyrik der neunziger Jahre. Verlag Das Wunderhorn, Heidelberg 1998.
- Axel Kutsch (Hrsg.): Blitzlicht. Deutschsprachige Kurzlyrik aus 1100 Jahren. Landpresse, Weilerswist 2001.
- Ernest Wichner (Hrsg.), Das Wohnen ist kein Ort. Texte und Zeichen aus Siebenbürgen, dem Banat und den Gegenden versuchter Ankunft. die horen, 32. Jg., Bd. 3/1987, Ausgabe 147.
- Literaturzeitschriften: Akzente, Das Plateau, die horen, Eiswasser, Flugasche, Litfass, Neue Literatur, Matrix, Spiegelungen, Sinn und Form u. v. a. m.

## Herausgabe
- Salman Rushdie: Die Satanischen Verse. Mit Hans Magnus Enzensberger, Günter Grass, Günter Wallraff und anderen, Artikel 19 Verlag 1988.
- Pflastersteine. Jahrbuch des Literaturkreises Adam Müller Guttenbrunn. Mit Nikolaus Berwanger und Eduard Schneider. Timișoara 1982.
- Heimat – gerettete Zunge. Visionen und Fiktionen deutschsprachiger Autoren aus Rumänien. Pop Verlag, Ludwigsburg 2013.

## Übertragung (Auswahl)
- Theodor Vasilache: Gegenschauspiel. Spectacol, Kriterion Verlag, Bukarest 1996.
- Ana Blandiana: Geschlossene Kirchen. Gedichte. Zweisprachige Ausgabe Rumänisch / Deutsch. Mit Maria Herlo und Katharina Kilzer. Pop Verlag, Ludwigsburg 2018, ISBN 978-3-86356-185-7.
- Ana Blandiana: Mein Vaterland A4. Gedichte. Zweisprachige Ausgabe Rumänisch / Deutsch. Mit Maria Herlo und Katharina Kilzer. Pop Verlag Ludwigsburg 2020, ISBN 978-3-86356-300-4.

## Auszeichnungen
- 1981: Lyrikpreis des Rumänischen Schriftstellerverbands
- 1982: Adam Müller-Guttenbrunn-Literaturpreis
- 1988/89: Stipendiat des Deutschen Literaturfonds
- 1989: Finalist Leonce-und-Lena-Preis
- 1989: Finalist Kranichsteiner Literaturpreis
- 1992: Nordhessischer Lyrikpreis
- 1998: Förderpreis Lyrikpreis Meran
- 2007: Das beste deutsche Delfingedicht. Lyrikpreis von der Gesellschaft zur Rettung der Delphine / Das Gedicht
- 2014: Gerhard-Beier-Preis der Literaturgesellschaft Hessen
- 2019: Preis des Rumänischen Schriftstellerverbands Timisoara